# ThinThread
ThinThread est le nom d'un projet que la National Security Agency (NSA) des États-Unis a poursuivi au cours des années 1990, selon un article dans le Baltimore Sun paru le 17 mai 2006 Le programme inclut l'écoute téléphonique et l'analyse précise des données qui en résultent, mais selon l'article, le programme a été interrompu trois semaines avant les attentats du 11 septembre 2001 en raison de changements dans les priorités et la consolidation des services de renseignements américains.